# کیش‌شومیو
کیش‌شومیو (به مجاری:  Kissomlyó) یک شهرداری در مجارستان است که در واش واقع شده‌است. کیش‌شومیو ۸٫۵۸ کیلومتر مربع مساحت و ۲۴۶ نفر جمعیت دارد.